# Bildner Verlag
Der Bildner Verlag (Eigenschreibweise: BILDNER Verlag) ist ein deutscher Verlag für IT- und Fotografiethemen mit Sitz in Passau.

## Geschichte
Der Bildner Verlag wurde 2001 als E-Book-Verlag Readersplanet gegründet. Seit dem Jahr 2005 erscheinen Bücher zu IT-Themen als Printausgabe. Um das E-Book-Portal readersplanet von den Printausgaben abzugrenzen, wurde 2001 der Verlagsname in Bildner Verlag geändert. Seit 1. Januar 2020 gehört das E-Book Portal nicht mehr zum Verlag.

## Geschäftszahlen
Das Unternehmen erwirtschaftete im Jahr 2020 einen Jahresüberschuss in Höhe von 81.787,16 € und im Jahr 2021 einen Jahresüberschuss in Höhe von 46.115,40 €; das Unternehmen veröffentlicht die Gewinn- und Verlustrechnung mit Umsatzzahlen nicht einsehbar.

## Programmbereiche
- Betriebssysteme
- Office-Software
- Fotografie
- Smartphones
- Computerspiele
- Rechnungswesen
- Tastaturschreiben
- Malbücher und Zubehör

## Autoren
Autoren, die ihre Werke im Bildner Verlag veröffentlicht haben:
- Jörg Walther und Lothar Schlömer mit Nikon D3300 – Für bessere Fotos von Anfang an! u. a.
- Kyra Sänger und Christian Sänger mit Canon EOS 1200D – für bessere Fotos von Anfang an! u. a.
- Günter Lenz mit Praxisnahe Finanzbuchführung mit Lexware Buchhalter pro u. a.
- Inge Baumeister mit Windows 8.1 inkl. Updates u. a.
- Anja Schmid mit Outlook 2013 – E-Mails, Kontakte, Termine im Griff u. a.
- Michael Krimmer mit Wo&Wie: iPhone/iPad – Fotos knipsen und versenden u. a.
- Martin Vieten mit Lightroom 6 u. a.
- Frank Thon mit BIOMIA – Das geheime Buch u. a.
- Achim Mehnert mit BIOMIA – Dunkle Insel u. a.
- Ben Calvin Hary mit BIOMIA – Welt des Vergessens
- Sascha Vennemann mit BIOMIA – Welt des Vergessens
- Patrick Zasada mit Immobilien einzigartig fotografieren[2]
- Regine Heuser mit Hunde-Shooting – Fotografieren mit "Wau-Effekt"
- Andreas Zintzsch mit "Das inoffizielle ARK-Handbuch"

## Veröffentlichungen
- Inge Baumeister, Anja Schmid, Andreas Zintzsch: Windows 10. Richtig nutzen von Anfang an! Bildner, Passau 2015, ISBN 978-3-8328-0118-2. (Mit Glossar und Index)
- Aaron Kübler, Anne-Sophie Hardouin, Bettina Pflugbeil und Andreas Zintzsch: Terraria - Der inoffizielle Guide Bildner, Passau 2024, ISBN 978-3-8328-0686-6. (Mit Glossar und Index)